# Microsorum
Microsorum är ett släkte av stensöteväxter. Microsorum ingår i familjen Polypodiaceae.

## Bildgalleri

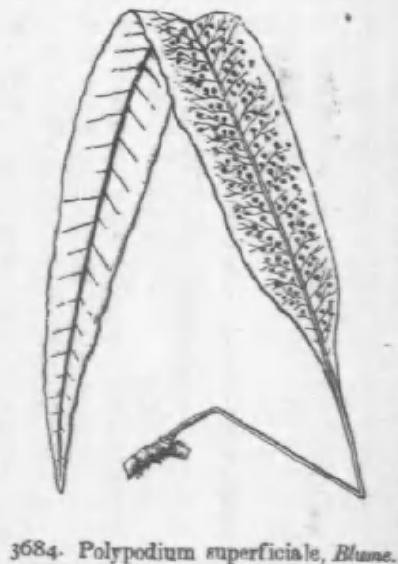
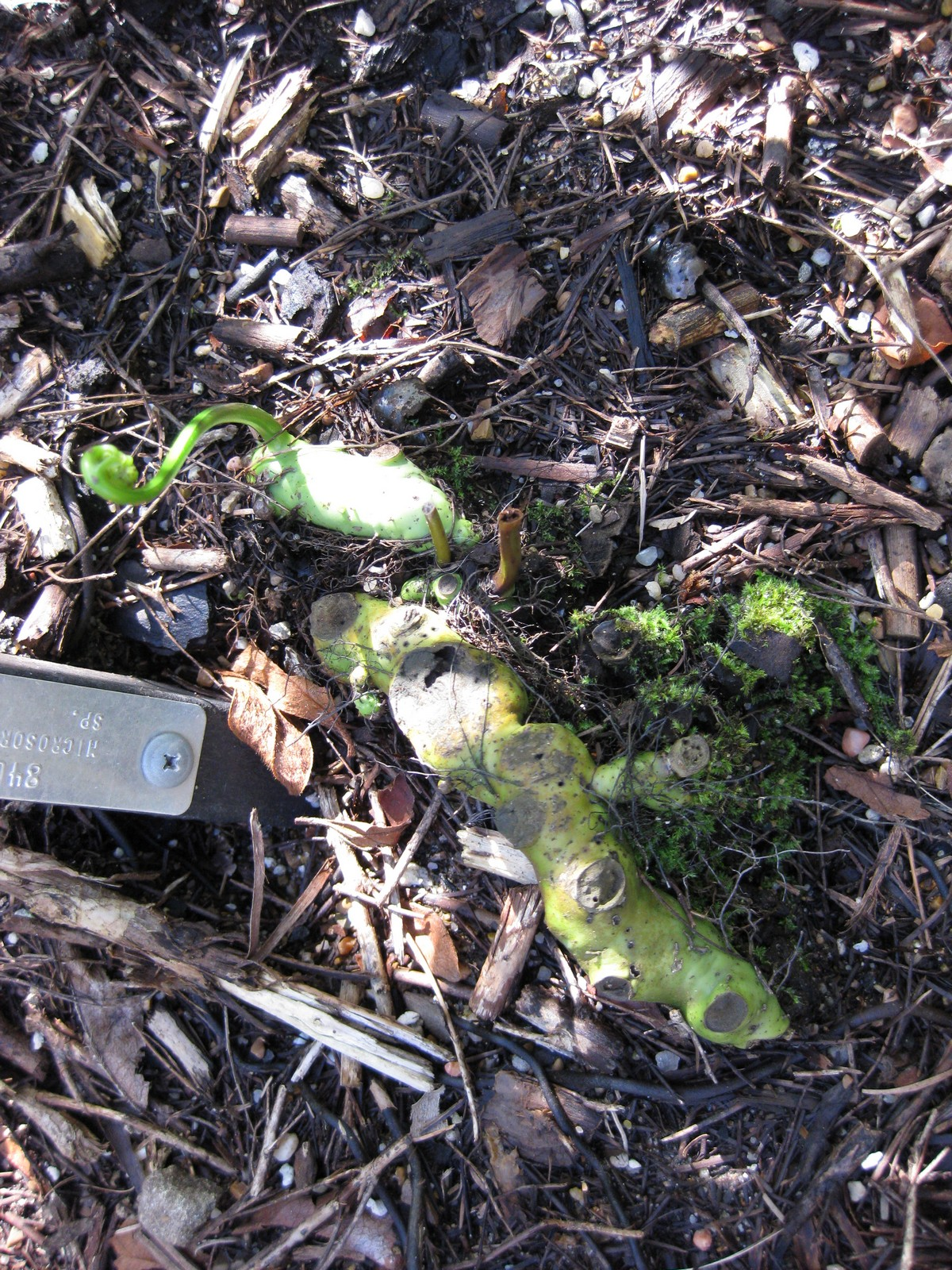
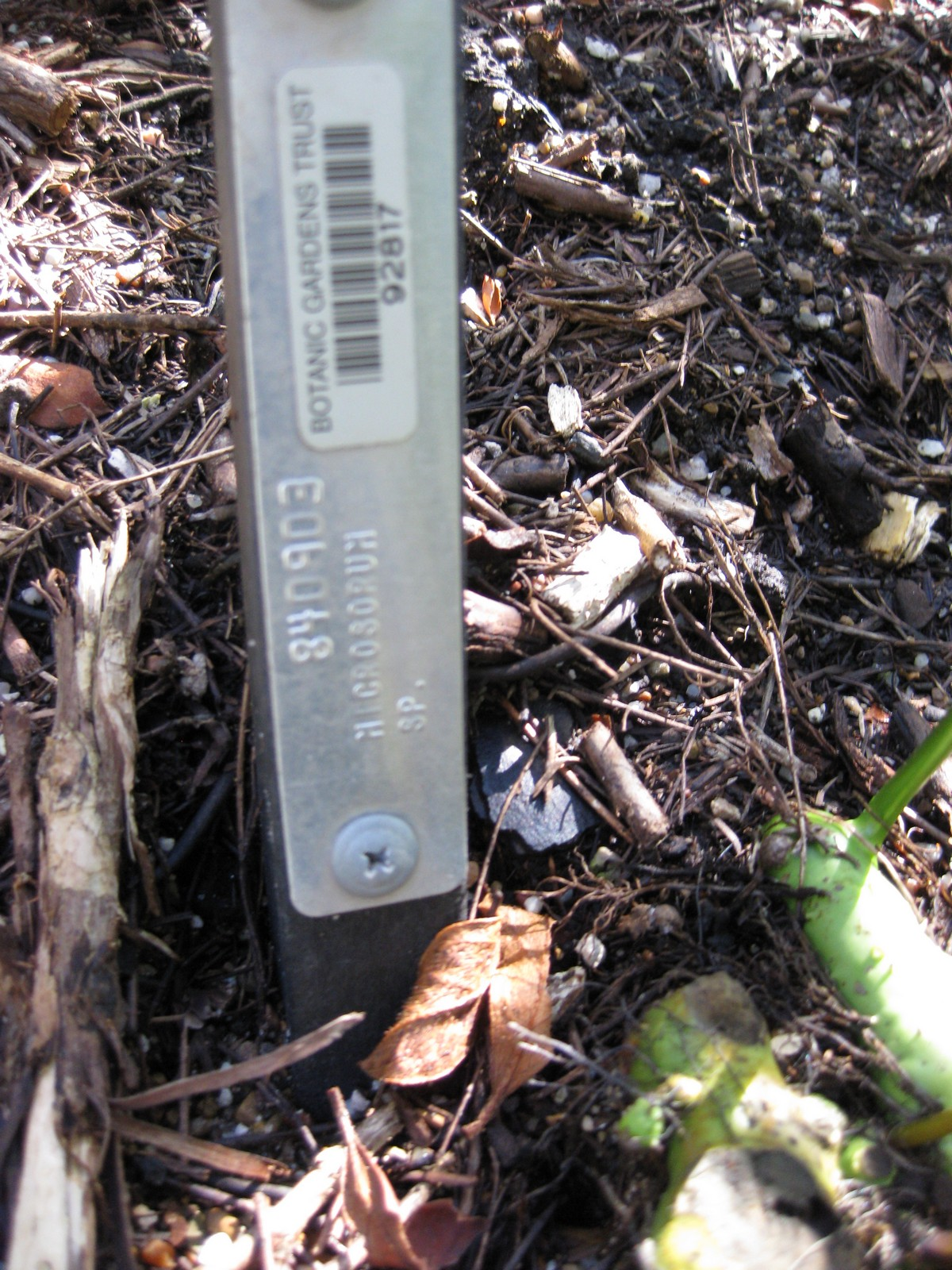
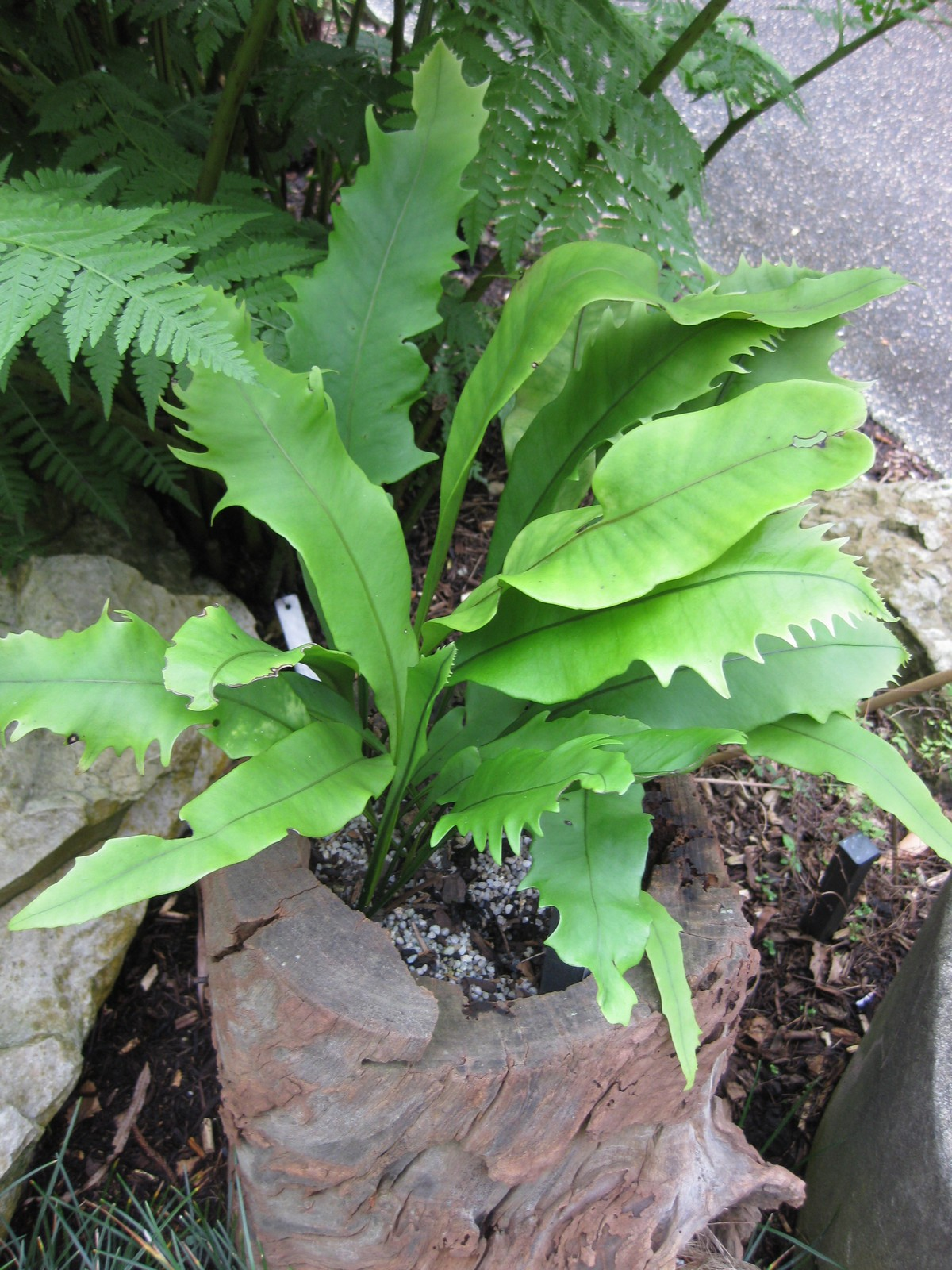
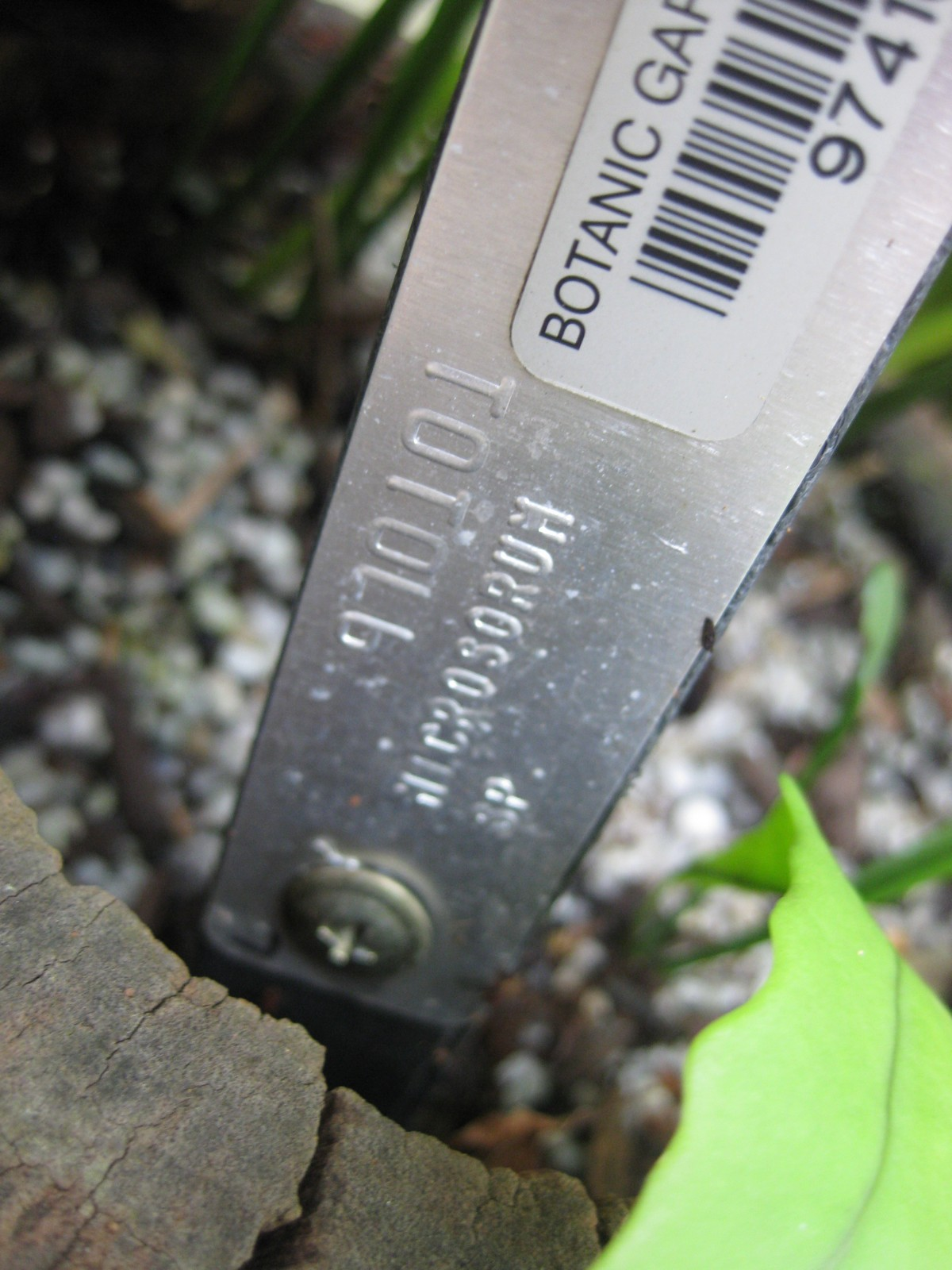
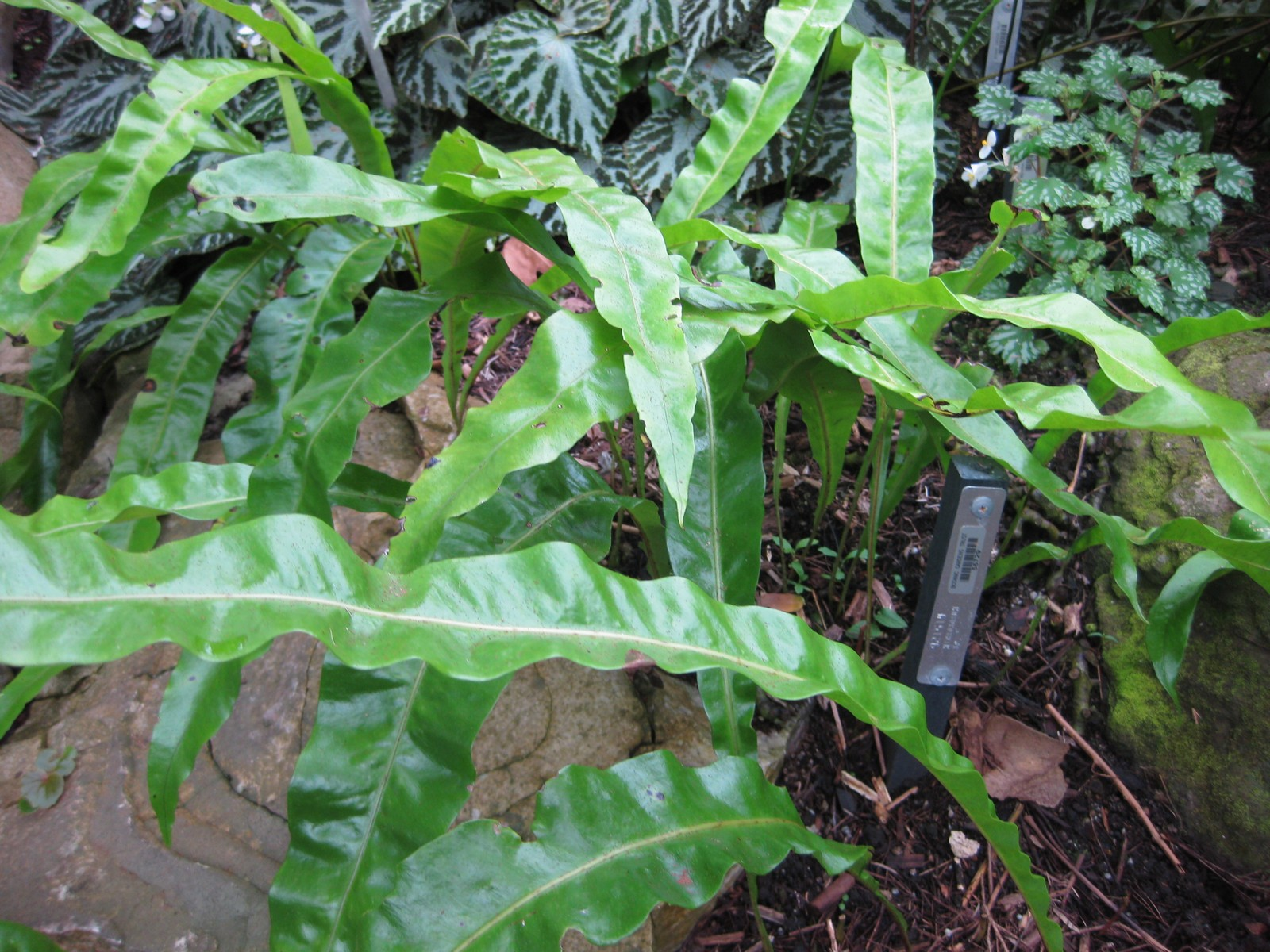

## Dottertaxa tillMicrosorum, i alfabetisk ordning[1]
- Microsorum aichmophyllum
- Microsorum aurantiacum
- Microsorum australiense
- Microsorum baithoense
- Microsorum cinctum
- Microsorum congregatifolium
- Microsorum egregium
- Microsorum fortunei
- Microsorum griseorhizoma
- Microsorum heterocarpum
- Microsorum heterolobum
- Microsorum insigne
- Microsorum krayanense
- Microsorum lastii
- Microsorum latilobatum
- Microsorum leandrianum
- Microsorum linguiforme
- Microsorum longissimum
- Microsorum maximum
- Microsorum membranaceum
- Microsorum monstrosum
- Microsorum musifolium
- Microsorum pappei
- Microsorum pentaphyllum
- Microsorum piliferum
- Microsorum pitcairnense
- Microsorum pteropus
- Microsorum punctatum
- Microsorum rampans
- Microsorum samarense
- Microsorum sarawakense
- Microsorum siamensis
- Microsorum sibomense
- Microsorum sopuense
- Microsorum spectrum
- Microsorum steerei
- Microsorum submarginale
- Microsorum thailandicum
- Microsorum varians
- Microsorum zippelii